# شركة الاتصالات التركية
شركة الاتصالات التركية أو ترك تيليكوم (بالتركية: Türk-Telekom)‏ هي شركة اتصالات تركية تأسست في 1995 ويقع مقرها في أنقرة وهي المالك والمشغل الوحيد لخطوط الاتصالات الأرضية. هناك خطط حكومية لخصخصة شركة الاتصالات. يقدر عدد المشتركين بخطوط الهاتف النقالة بأكثر من 20 مليون مستخدم. توجد عدة شركات خاصة مشغلة لخطوط الهاتف النقالة منها أفيا وتركسل.   2a02:9b0:54:831c:c181:68f4

## وصلات خارجية
- http://www.turktelekom.com.tr